# William Aloysius Scully
William Aloysius Scully (* 6. August 1894 in New York City, USA; † 5. Januar 1969 in Albany) war Bischof von Albany.

## Leben
William Aloysius Scully studierte Philosophie und Katholische Theologie am St. Joseph’s Seminary in Yonkers und an der Katholischen Universität von Amerika in Washington, D.C. Er empfing am 20. September 1919 das Sakrament der Priesterweihe für das Erzbistum New York.
Anschließend wurde Scully Kurat der Sacred Heart of Jesus Church in New York City. Danach war er Pfarrer der Pfarrei St. Mary in Troy. William Aloysius Scully wurde 1940 Sekretär für Bildung im Erzbistum New York. 1941 wurde ihm von Papst Pius XII. der Ehrentitel eines Päpstlichen Hausprälaten verliehen.
Am 21. August 1945 ernannte ihn Papst Pius XII. zum Titularbischof von Pharsalus und bestellte ihn zum Koadjutorbischof von Albany. Der Bischof von Albany, Edmund Francis Gibbons, spendete ihm am 24. Oktober desselben Jahres die Bischofsweihe; Mitkonsekratoren waren der Bischof von Brooklyn, Thomas Edmund Molloy, und der Bischof von Ogdensburg, Bryan Joseph McEntegart.
William Aloysius Scully wurde am 10. November 1954 in Nachfolge des zurückgetretenen Edmund Francis Gibbons Bischof von Albany.
Scully nahm an der ersten und zweiten Sitzungsperiode des Zweiten Vatikanischen Konzils teil.